# 카이 팬
카이 팬(라오어: ໄຄແຜ່ນ)은 라오스의 전통 식품이다. 메콩강에서 채취한 "카이(ໄຄ)"라 불리는 민물말을 양념·건조해 만든다.

## 같이 보기
- 김